# إليزابيث بينغ
إليزابيث بينغ (بالإنجليزية: Elisabeth Bing)‏ هي عالمة نفس أمريكية، ولدت في 8 يوليو 1914 في برلين في ألمانيا، وتوفيت في 15 مايو 2015 في نيويورك في الولايات المتحدة.